# Hinton, Australien
Hinton är en del av en befolkad plats i Australien. Den ligger i kommunen Port Stephens Shire och delstaten New South Wales, i den sydöstra delen av landet, omkring 130 kilometer norr om delstatshuvudstaden Sydney.
Runt Hinton är det ganska tätbefolkat, med 144 invånare per kvadratkilometer.. Närmaste större samhälle är Maitland, nära Hinton.
Trakten runt Hinton består till största delen av jordbruksmark. Genomsnittlig årsnederbörd är 1 277 millimeter. Den regnigaste månaden är februari, med i genomsnitt 223 mm nederbörd, och den torraste är juli, med 46 mm nederbörd.